# 20136 Eisenhart
20136 Eisenhart este o planetă minoră (asteroid), cu un diametru de , din centura de asteroizi. A fost descoperită pe 8 iulie 1996 la Prescott Observatory⁠(d) de Paul G. Comba⁠(d) și a fost numită după Luther P. Eisenhart⁠(d). 
Obiectul prezintă o orbită caracterizată de o semiaxă mare de 1,9306661 UAi, o excentricitate de 0,06, o înclinație de 24,26075 ° în raport cu ecliptica.